# فرانك دي وين
فرانك دي وين (بالفرنسية: Frank De Winne)‏ (و. 1961 – م) هو رائد فضاء، ومهندس من بلجيكا . ولد في غنت. تولى منصب قائد بعثة محطة الفضاء الدولية، البعثة 21 (30 أكتوبر 2009–30 ديسمبر 2009) .

## ريادة الفضاء
شارك في المهمات الفضائية:
- البعثة 20
- Soyuz TM-34
- سويوز ت م إ 15
- البعثة 21
- Soyuz TMA-1.

## جوائز
حصل على جوائز منها:
- Officer of the Order of Leopold II
- Officer of the Order of the Crown
- Medal "For Merit in Space Exploration".